# Herminii
Légende :
♦Patricien, ♦Plébéien, ♦Consulaire, ♦Sénatorial, ♦Équestre
Gens et Liste des gentes romaines
Les Herminii sont les membres d'une ancienne gens romaine patricienne dont les seuls membres connus vivent aux débuts de la République romaine et ont pour cognomen Aquilinus.

## Origines
Les antiquaires romains considéraient les Herminii comme une famille étrusque. Silius Italicus mentionne un pêcheur étrusque portant ce nom. Les Herminii sont l'une des seules familles romaines connues à avoir utilisé des praenomina distinctement étrusques. Cependant, dans les traditions relatives à la position d'Horatius et de ses compagnons au pont Sublicius, Titus Herminius semble représenter l'ancienne tribu des Titienses, l'élément sabin de la populus romaine. Un certain nombre de noms Sabins et Osques commencent par la syllabe Her-,,,.

## Principaux membres
- Titus Herminius Aquilinus, (v.-545 - -498 ou -496), consul en 506 av. J.-C.
  - ? Titus (Herminius), (v.-520 - ?);
    - Lars ou Spurius Herminius Coritinesanus (Aquilinus ?), (v.-490 - ap.-448), consul en 448 av. J.-C.